# Brat'ja-razbojniki
Brat'ja-razbojniki (Братья разбойники) è un film del 1912 diretto da Vasilij Michajlovič Gončarov.

## Trama
Un gruppo di banditi si aggira sulle rive del Volga. Uno di loro racconta le disavventure passate subite da lui e da suo fratello.